# Остафій Іванович Дашкевич
Оста́фій (Остап, Євстафій)  Дашќевич (Дашкович) (1470—1536) — руський боярин, староста черкаський, канівський та кричівський. Частиною істориків згадується як організатор козацьких загонів, засновник та перший кошовий отаман Війська Запорізького (1508).

## Життєпис
Був ротмістром. Однією з перших згадок є 1501, коли він, як воєвода Великого князя Литовського Олександра Ягеллончика був учасником битви над Ведрошею (1500), в якій литовське військо було розбите московським військом, в 1501 повторно був розбитий в битві під Мстиславлем. Учасник повстання князя Михайла Глинського (1508). Надалі, у якості старости Князівства Литовського, налагоджував захист південно-руських земель, учасник Московсько-литовського та ряду інших регіональних конфліктів, дипломат, союзник воєн Ісляма супроти Саадета у боротьбі за Кримське ханство.

### Родовід
Відповідно до родоводу Сенютовича-Бережного батько Остапа, Іван, був військовим ключником, а дядьком доводився Іван Ходкевич.Згідно архівів Гурського мав схожу до татарської зовнішність:
| «…багато мав побід над татарами, не раз також був провідником татар в походах на Москву, пустошив московські землї на великі простори і татарське військо щасливо приводив назад додому обтяжене величезною здобичею. Хитрий, відважний і щасливий войовник, він був правдивим пострахом татар. Його лице, весь вигляд тіла й одежа все було чисто татарське. Він знав їх мову і часто буваючи у розвідці, він зіставався не пізнаним в їх таборі»[6] |
Згідно з поетичною версією Богдана Залеського, приписів до думи «З Савур Могили», існував переказ про Дашка Вишневецького, який жив на острові Княгині нижче Кодаку. За народними переказами, князь загинув замолоду, а після нього на острові жила його дружина (за походженням полька) із сином, який пізніше став славним козацьким гетьманом. Залеський припускає, що Остафій Дашкевич був сином Дашка Вишневецького. Його думка про походження Остафія Дашкевича від князів Вишневецьких базувалися лише на тому, що О.Дашкевич має той самий родовий герб, що і Вишневецькі.

## Посади
До 1504 року воєвода короля Олександра Ягеллончика, староста чечерський, кричівський (1501), канівський (1508), черкаський (1514), пропойський, воєвода троцький (1522).

## Організація запорозьких козаків
|  | …він прийшов на острови Дніпровські до тамтешніх розсіяних воїнів і застав їх неорганізованими: вони переходили з місця на місце і не мали жодної постійної освіти; тільки-но він з'явився до них, його обрали Кошовим, і він став для Татар небезпечним ворогом і винищувачем. Негайно розділив своїх воїнів на сотні й полки… Озброївши кожного рушницею та шаблею, Дашкович обрав із них начальників, і ввів підпорядкованість, подібну до давньої Римської… Крім того, козакам дано були землі та угіддя по обидва боки Дніпра та між річками: Кінської, Самари , Кальміуса, Ташлика і Буга. |

|  | Першим отаманом, про якого згадує історія, був Євстафій Дашкович, народжений в Овручі, віри грецької. У 1504 році виїхав він у Москву з великим багатством та з численною шляхтою. Марно намагався Олександр Ягеллончик його видачі. Іван III відповідав, що за грамотою видати можна злодіїв, біженців, холопів, боржників, а Дашкович був у короля Олександра воєводою, ніякого злочину не скоїв і добровільно перейшов на службу московську, як це ще в старовину не заперечувалось. Євстафій перебував кілька років на службі у Василя III, в 1508 той послав Дашковича з 20 000 військом на допомогу повсталому в Литві князю Михайлові Глинському, а потім (не відомо в якому році) перейшов назад у Литву до Сигізмунда I Старого, слідом за князем Костянтином Острозьким… Дашкович звернувся до сміливих остров'ян, прийняв над ними старшинство і став бичем татар, знищуючи їх… Дашкович, подібно Ромулу, зробив з маси безстрашних ратоборців полки, завжди готові до війни за єдиним помахом його руки. Він поділив цих воїнів на полки, а полки на сотні, озброїв їх самопалами та мечами і поставив над ними старшину. Сигізмунд I Старий дозволив дніпровцям не тільки селитися вище порогів і побудувати місто Черкаси, а й за хоробрі подвиги їхнього отамана надав йому Канів. |

|  | «Перші козацькі богатирі з'являються в джерелах у 1500 р.: за Дніпровськими порогами, в Запорожців — Євстафій Дашкевич, в козаків, які жили по цю сторону Дніпра — Предслав Лянцкоронський… Устрій українських козацьких полків почався з прийняття булави князем Євстафієм Ружинським у 1515 році. Він поділив околичних та курінних козаків на полки, кожному полку надав у резиденцію місто, назвавши за його назвою і сам полк. Тодішні полки мали до двох тисяч козаків. Головною старшиною полків назначені були полковники, полки поділялись на сотні, сотнями керували — сотники, які підкорялись полковнику. Ці чини вибирались товариством та козаками, і вибрані особи залишались у цих чинах до кінця життя. Двадцять полків, сформованих Ружинським, Стефан Баторій (1576) скоротив до 10: (Чигиринський, Корсунський, Черкаський, Уманський, Ладижинський, Богуславський, Київський та Переяславський, Полтавський, Миргородський), через це територія, яку займали полки, збільшилась і полки Баторія складали вже не повіти, як раніше, а цілі області. У кожному полку основне місто, місцеперебування полковника, було укріплене ровом, валом та палісадом, а всередині самого міста знаходився замок: складений з дубових брусів, з 4-ма грубо зрубленими вежами по кутах та 5-ю зі сторони головного під'їзду, над в'їзною брамою. Замки були оточені частоколом, за яким на валу стояли гармати» |

|  | «Гетьман Ружинський з дозволу Короля Сигізмунда І Старого, поборюючи свавільство та безлад, заснував у Малоросії двадцять сталих Козацьких полків, по дві тисячі кожний, давши їм назви найшанованіших міст, а саме: Київський, Чернігівський, Сіверський, Переяславський, Канівський, Черкаський, Чигиринський, Уманський, Корсунський, Брацлавський, Кальницький, Кропив'янський, Острянський, Миргородський, Полтавський, Гадяцький, Ніжинський, Лубенський, Прилуцький та Вінницький. Кожен полк розділив на сотні, названі також іменами міст та містечок. У кожен полк визначив вибраних товариством і козаками з-поміж заслужених товаришів полковників, сотників та старшин полкових і сотенних, які зосталися в чинах на все їхнє життя і завели чиновне в Малоросії шляхетство, або, сказати б, спадкове боярство, що залежало раніше від виборів та заслуг, за прикладом усіх інших народів і земель добровпоряджених християнських. Полки тії наповнені були й надалі поповнювались обраними з куренів та околиць шляхетськими молодими козаками, записаними в реєстр військовий до визначеного на вислугу терміну, і тому названі вони реєстровими козаками; кінна їх половина з кожного полку завжди в полі утримувала, а друга — піша — утримувала по містах залоги, а при потребі підпомагала і комплектувала перших». |

Остафій Дашкевич на початку XVI століття зібрав з Дніпровських островів розпорошених людей (переховувалися від татарських набігів, невеликими групами давали відсіч татарам як могли), організував їх у єдину військову силу, установив однакову для всіх єдину зброю — вогнепальну та шаблю, поділив усіх на полки, полки на сотні, призначив старшину, підстаршину. Острів Хортицю призначив основним місцем для складу зброї, щоб перекрити там татарам вхід на українські землі (там вони мали найкращу переправу через Дніпро).
Запорожці на літо виходили на острови, коли татари починали свої грабіжницькі напади на українські землі, на зиму розходилися по домівках. Вони називали себе черкасами. Озброєння: шабля, стріли з луком, ніж за поясом. Татари мали таку саму зброю, тому Дашкевич вирішив озброїти своїх козаків вогнепальною зброєю, крім того, використовувалася до XVII століття стара зброя (стріли з луком, ніж (кинджал) за поясом).

### Запорізька Січ
О.Дашкевич, для того щоб мати навесні своїх людей «під рукою» і могти їх швидко організувати в разі необхідності, обрав Чигирин як основне місце збереження зброї та зимівник. Крім Чигирина, розселив козаків у наданих королем «пустих землях», також у Черкасах, Каневі — за короткий час вони поширилися по всьому Дніпрі.
У 1533 році на сеймі в Пйотркуві-Трибунальському О. Дашкевич, бачачи, що Польське королівство платило тоді данину татарським ханам, посли яких також знаходилися на сеймі, сказав, що соромно християнському королівству давати данину невірним. Він запропонував свій проєкт. Напади татар можна припинити, якщо поставити на Дніпровських островах постійну варту з 2000 людей, які плавали би між островами, порогами; зупиняли татар на їх переправах через Дніпро. Для цього потрібно на островах поставити укріплення-замок, дати 500 кінних людей, які б забезпечували необхідні для життя запаси. Але тоді пропозиція Дашкевича не була втілена в життя.
Під час грабіжницьких нападів на українські землі татари використовували 7 перевозів або бродів через Дніпро: між Черкасами і Очаковим (Дашів): Кременчиськ, Упськ, Гербедеїв ріг, Мішурин, Кучкос, Тавань, Баргів, Тегиня, Очаків.
О. Дашкевич, не отримавши офіційної підтримки від короля Сигізмунда І Старого, набирав за власної ініціативи з охочих дедалі більше війська для укріплення кордонів на Дніпрі. Влітку вони перебували на островах, взимку частина йшла по домівках, іншим потрібне було житло. Канів і Черкаси для цього не підходили; О. Дашкевич залишає козаків на зиму в Чечерську та Кричеві. У цей час заснований Чигирин (стає основним місцем зимівки козаків). Від короля Сигізмунда І в нагороду за захист від татар козаки отримують в довічне користування землі над порогами і нижче по обидві сторони Дніпра; називають свої нові колонії Мала Русь. Займали козаки також території Бугу та Дністра. Козаки мали на островах свої січі, з яких вони здійснювали напади на татар.
1511 року було постановлено для охорони кордонів утримувати кінну варту в кількості 4000 осіб, на їх утримання зібрати перший рік 18 грошей з «десятка землі», на другий рік 12 грошей. О. Дашкевич був обраний кошовим отаманом. Сигізмунд I Старий дозволив козакам закладати слободи вище порогів, надав козакам землі по обидві сторони Дніпра між ріками Кінська вода, Самара, Кальміус, Ташлик, Бог[джерело?].

### Військо Запорозьке
Запровадив у війську жорстку римську дисципліну: полягала у витримці, легкому ставленні до життя та життєвих небезпек, сліпому підкоренню козацькій старшині, однаковому розподілі трофеїв, які здобувалися у військових походах, рівноправному і вільному виборі всієї козацької старшини. Дрібні провини козаків залишалися ненаказаними; дезертирство і непідкорення старшині каралося без винятку[джерело?]. З часом все більше охочих з Подолян, Волинян, Українців, Поляків збільшувало його військо, пограбуванням татар він протиставив потужну військову силу.

## Організація козаків разом зПредславом Лянцкоронським
Близько 1506 року хмільницький староста Предслав Лянцкоронський стає на захист кордонів Поділля від Дністра (від Буджацької орди), набирає серед місцевого населення в межах Хмільника бажаючих, організовує з них військо, навчаючи військовому мистецтву, володінню зброєю та витривалости.
За Берестейським договором 1511 року між Сигізмундом І Старим та кримським ханом Польське королівство зобов'язувалось виплачувати щорічно 15000 дукатів. Хан зобов'язався не робити нападів на землі королівства, виступити союзником в війні проти Московщини; не дотримав зобов'язання, 1512 року. (Поділля) та 1516 року (Карпати) робить грабіжницькі напади на українські землі.
1516 року 30000 татар здійснюють грабіж українських земель до Буська і Вишнівця (Поділля, Русь, Волинь), спалили міста, села, все пограбували; старих, дітей, хворих вбивали, молодих та здорових забрали 60000 з собою, щоб продати як невільників.
Коли Сигізмунд I Старий послав до татарського хана послів запитати про порушення умов договору 1511 року, напад на його землі татарський хан відповів: «козаки», тобто легко озброєна молодь, без його відома, здійснила ці грабежі. Сигізмунд I Старий сприйняв ці слова хана як насмішку, зрозумів, що татарському слову вірити не можна, потрібно організовувати захист.
Предслав Лянцкоронський та Гетьман Запорожців Остафій Дашкевич, які не могли більше спостерігати грабіжницьке спустошення земель татарами, об'єднують в 1516 р. свої військові сили (становили 1200 козаків). Наважуються зробити перший військовий похід під Білгород — розбили кілька татарських орд, підійшли під стіни Білгородської фортеці. Османи з фортеці послали за ними своє військо, яке набагато переважало козацьке військо. Битва між османським військом та козаками відбулася на озері Овідія біля Білгороду. Козаки здобули блискучу перемогу, з великими військовими трофеями повернулись щасливо назад. З цього часу в Польщі заговорили про козаків. Король Сигізмунд I Старий у відповідь ханові сказав, що не його війська здійснили напад на Білгород, це були «козаки». З того часу цю військову силу в Польщі почали називати «козаки».
За словами Марціна Бєльского: …зібралися того часу у 1516 році кілька сотень, які їздили з Прецлавом Лянцкоронським в козацтво під Білгород і з користю поверталися. В цей час почули в Польщі перший раз слово козаки. За словами Алессандро Гваньїні: … на той час почули про козаків. Що татари нашим причиняли, то козаки мстили тим самим їм.
О. Дашкевич і П. Лянцкоронський мали на меті відібрати в татар ті землі, які вони зайняли після нападу Батия. Разом з своїми козаками Дашкевич давав відсіч татарам, за що отримав Черкаське та Канівське староства.

## Військові походи та перемоги Остафія Дашкевича
1501 року командував військами разом з князем Михайлом Заславським в битві під Мстиславом, де зазнали поразки від московського війська.
До 1504 року був воєводою Олександра Ягеллончика. Перейшов вслід за князем Костянтином Острозьким на Московщину, де Острозький перебував у полоні.
1507 року на чолі 20 000 московського війська брав участь в повстанні князя Михайла Глинського в Литві.
1508 року Великий гетьман Литовський князь Костянтин Острозький звільнився з московського полону, з'явився слідом за ним з 200 козаками і Дашкевич в Україні.
Керував обороною південних кордонів від нападів кримських татар.
1508 року з козаками розгромив кримських татар.
1509 року використав козаків в битві проти османів під командуванням князя Констянтина Острозького, був їх першим кошовим. Шимон Старовольський називає його засновником Запорожців і першим Кошовим.
1513 року, червень: під час другої війни з Московією, у відповідь на виправу князя Василія III на Смоленськ з київським намісником Юрієм «Геркулесом» Радзивіллом і присланим на допомогу цариком Адрахманом спустошив Сіверщину, розбив шеститисячну армію московитів.
1515 року, весна: разом з Андрієм Немировичем, синами нового хана Махмет-Ґірея пішли на Чернігів, Новгород-Сіверський, Стародуб. Хотіли здобути замки за допомогою пристосувань, взятих в прикордонних містах ВКЛ, чому завадили татари, які розпустили чамбули аж під Москву.
1521 року татарський хан Махмет-Ґірей мав договір із Сигізмундом I Старим; вирішує розпочати військовий похід проти Москви, Сигізмунд I Старий віддає Дашкевичу наказ приєднатися до татарського війська. Для отамана, що захопив під час походу велику здобич, кампанія виявилася успішною. У 1522 році з Московщиною укладений мир, між козаками та татарами знов розпочалася неприязнь.
рос. На будущий год Сигизмунд дав волю московитам свидетельствовать в Литве, отрядил 40,000 войска к Стародубу; предвестником этого войска явился знаменитый Дашкович с Булгаком; потом пришли Немирович, Юрий Радзивил, Ян Тарновский и Князь Илия Острожский взяли Гомель, осадили Телепнево, в Стародубе взорвали стену, вломились в город.
Дійшовши згоди з Кримським ханством, О. Дашкевич (Дашкович) разом з київським воєводою Андрієм Немировичем спільно з кримськими татарами організував два походи на землі Московської держави (1515 року — на Чернігово-Сіверщину; 1521 року — на Москву).
У жовтні 1518 року Дашкевич разом з князем Констянтином Острозьким розбили 1000 татар на Волині.
1522 року в битві з татарами на Дніпрі попав в полон, козаки оплакували свого гетьмана; 1523 року втік з Перекопу з татарського полону, прибув в Черкаси, 1523 року відімстив нападом на Очаків, повністю спаливши місто, пішов у Крим, спустошив там багато аулів в Ґьозлеві, Карасубазарі, Ак-Мечеті.
1523 року, щоб відімстити за свій полон, пішов з козаками під Очаків: спалив замок, спустошив замки в Криму.
Слова з Думи про Остапа :
Ой Пане Остапе ! Де ти забарився ?
Чи ще з неволі тай не відкупився
Чи з ляшками по світі бродиш ?
Ой ! Чому ти козаченьків тай в Крим не приводиш?
Я і з неволі тай не відкуплявся
Через землі татарскі коником пробрався
1527 року разом з Юрієм князем Слуцьким розбив татарські орди під Каневом та Черкасами. Разом з Костянтином князем Острозьким і київським воєводою Андрієм Немировичем був в битві під Ольшаницею. О. Дашкевич отримав від Сигізмунда I Старого за заслуги в цих перемогах Паволоч з прилеглими поселеннями. Призначений троцьким воєводою.
1528 року разом з Предславом Лянцкоронським і великим загоном козаків атакував Очаків, тричі розгромив татарські загони, забравши 500 коней і 30000 худоби.
1530 року, на межі вересня — жовтня, він та Андрій Немирович очолили 1500-кінну погоню висланих ханом Ісламом Солтаном відділів з 650-ти вершників для грабунку прикордонних земель Київщини після поховання князя Костянтина Острозького. Розбили ворогів біля урочища Півозеро, звільнили бранців.
1531 року відбив напад кримського хана Саадат І Ґерая на Черкаси. 1531 р. татарський хан взяв в облогу Черкаси, але Дашкевич зумів оборонитися, вийшов особисто до нього в табір на переговори, уклав договір. Саадет І Ґерай прийшов з військом та 50 гарматами під Черкаси, щоб йому видали Іслам Ґерая, якого він скинув з кримського трону та який переховувався у О. Дашкевича в Черкасах. О. Дашкевич беззбройним вийшов до Саадета І Ґерая, на вимогу видати Іслам Ґерая, відповів, що «особа гостя для нього є святою», хан, дивуючись мужності Дашкевича, запросив його на бенкет, уклав договір, за яким хан погодився на усі пропозиції, які озвучив Дашкевич.
1534 року О. Дашкевич за численні заслуги отримує Чечерське та Кричівське староства.
1534 року татари не наважувалися переходити через Дністер (був ряд укріплених замків), почали свої напади на Волинь і Україну через Дніпро; зокрема, 1534 року на Волині взяли в полон 15 000 осіб, які були відбиті під Заславлем.
Під час війни з Московщиною у 1534–1537 роках козаки діють разом з польсько-литовськими військами при взяті Стародуба. 1535 року під час війни з московщиною козацьке військо О. Дашкевича становило 3000.
Склав гетьманство 1534 року, останній раз брав участь у військових діях 1535 року, помер кілька років пізніше (між 1537—1540 роками).

## Погляди істориків
Д. М. Бантиш-Каменський, М. А. Маркевич, Олександр Рігельман,Йоганн Християн Енґель та інші історики, враховуючи його заслуги у організації перших козацьких загонів у районі Черкас, називали О. Дашкевича одним з перших гетьманів та організаторів запорозького козацтва. Подібний підхід заперечував зокрема М. Грушевський на думку якого першим організатором козацтва був Юрій Пац.

## Маєтки Остафія Дашкевича
- землі в межах сучасного Києва, відомих під назвою Воскресенка.
- Трахтемирів із Зарубинецьким монастирем (записав Києво-Печерській Лаврі у Києві; невдовзі після цього Трахтемирів був зруйнований татарами, Лавра віддала його Київському замку)
- дідичні маєтки Жубровичі, Волянщину, с. Лука на Роставиці, с. Носов на Кам'яниці та інші успадкувала у 1536 році сестра О. Дашкевича Мілохна.

Йому належав великий земельний наділ в Києві; подарував храму на честь Воскресіння Христового (отримав назву Воскресенка, збереглася до нашого часу): «Воскресенська слобідка (тобто «історична» Воскресенка) простягалася між Дніпром і, орієнтовно, сучасним бульваром Перова. Вона відома з XVI століття як«земля Євстафієва» або «Євстафіївська земля» (востаннє згадана у XVIII столітті), що належала кошовому отаману Запорізького козацтва Остапу (Євстафію) Дашковичу, який подарував ці землі Воскресенській церкві (знаходилася на Подолі і також побудована коштом Дашковича). Звідси й походить назва майбутньої слобідки».

## Вшанування пам'яті
Вулиця Остафія Дашковича у Черкасах.
Вулиця Остафія Дашкевича у Києві, вулиця Остафія Дашкевича у Каневі.
23 серпня 2023 року указом Президента України Володимира Зеленського 104 окремій автомобільній бригаді Сил логістики Збройних Сил України присвоєно почесне найменування «імені Остафія Дашковича» та постановлено надалі іменувати її — 104 окрема автомобільна бригада імені Остафія Дашковича Сил логістики Збройних Сил України.
26 липня 2024 року у місті Первомайськ вулицю Жданова перейменували на вулицю Остафія Дашкевича.
26 липня 2024 року у місті Дніпро вулицю Командира Юніна перейменували на вулицю Остафія Дашкевича.

## Історична Дума про Остафія Дашкевича
пол. Duma o Ostafim Daszkiewiczu
Почавши від Остафія Дашкевича, який першим розпорошених людей, що жили за порогами Дніпровими, зібрав і з них військо Запорозьке, сформував і до часів знищення чи атакування січі Текелим; ціла та доба козацька, що тривала більше як триста років є відображена в історичних думах, кожна важлива подія, кожна знаменита особа не зосталися забутими, все це живе в думі. Ця дума про богатиря та засновника козаччини Дашкевича Остафія. Його називали на Запорожжі богатирем, це означало у стародавніх авторів — напівбог. Багато раз він був в боях з татарами чи московитами, сам був в татарському полоні, чудом утік з полону і далі громив безпощадно татар. В цій думі розповідається про той час, коли Остафій Дашкевич перебував у полоні, дума оспівує як він звідти утік та знову громив невірних.
(Міхал Гліщинський 1852 p.)

## Перші козацькі гетьмани
За Київським літописом: 1 — Остафій Дашкевич, 2 — Прецлав Лянцкоронський, 3 — Венжик Хмельницький, 4 — Дмитро Вишневецький, 5 — Іван Свирговський, 6 — Богдан Ружинський, 7 — Іван Підкова, 8 — Яків Шах, 9 — Самійло Зборовський, 10 — Семен Скалозуб.
За Олександром Ріґельманом: 1 — Остафій Дашкевич (1505 р.), 2 — Предслав Лянцкоронський (1515 р.), 3 — князь Дмитро Вишневецький (Байда), 4 — князь Остафій Ружинський, 5 — Венжик Хмельницький (1534), 6 — Іван Свирговський (1574 р.), 7 — Богдан Ружинський (Богданко) (1576 р.), 8 — Іван Підкова (брат молдавського господаря Івоні, 1577 р.), 9 — Яків Шах.